# My Days for You
「My Days for You」是日本的女子偶像歌手真野惠里菜的第10张单曲。2011年6月29日由hachama发售。

## 概要
- 此單曲有3個版本，分別有「初回生産限定盤A」、「初回生産限定盤B」和「CD ONLY」。「初回生産限定盤A」收錄了「My Days for You」的PV。
- 在7月11日於公信榜单曲週排行榜取得第10位。

## 收錄内容

### CD（初回生産限定盤A、初回生産限定盤B、CD ONLY）
1. My Days for You
（作詞：NOBE 作曲：中島卓偉 編曲：鈴木俊介）
2. 10克拉的微光（10カラットの煌めき。）
（作詞：三浦徳子 作曲：中島卓偉 編曲：泰誠）
3. My Days for You(Instrumental)

### DVD（初回生産限定盤A）
1. My Days for You（PV）